# タックタット県
タックタット県（タックタットけん、ベトナム語：Huyện Thạch Thất / 縣石室）は、ベトナム社会主義共和国の首都ハノイ市に存在する行政区。

## 行政
タックタット県は以下の行政単位に区分される。
- リエンクアン市鎮（Liên Quan / 蓮關）
- ビンフー社（Bình Phú / 平富）
- ビンイエン社（Bình Yên / 平安）
- カムイエン社（Cẩm Yên / 錦安）
- カンキエム社（Cần Kiệm / 勤儉）
- カインナウ社（Canh Nậu / 耕耨）
- チャンソン社（Chàng Sơn / 撞山）
- ダイドン社（Đại Đồng / 大同）
- ズィーナウ社（Dị Nậu / 易耨）
- ドンチュク社（Đồng Trúc / 同竹）
- ハバン社（Hạ Bằng / 下憑）
- フオンガイ社（Hương Ngải / 香艾）
- フーバン社（Hữu Bằng / 有憑）
- キムクアン社（Kim Quan / 金關）
- ライトゥオン社（Lại Thượng / 賴上）
- フーキム社（Phú Kim / 富金）
- フンサー社（Phùng Xá / 馮舍）
- タンサー社（Tân Xã / 新社）
- タックホア社（Thạch Hòa / 石和）
- タックサー社（Thạch Xá / 石舍）
- ティエンスアン社（Tiến Xuân / 進春）
- イエンビン社（Yên Bình / 安平）
- イエンチュン社（Yên Trung / 安中）